# Hans von Dohnanyi

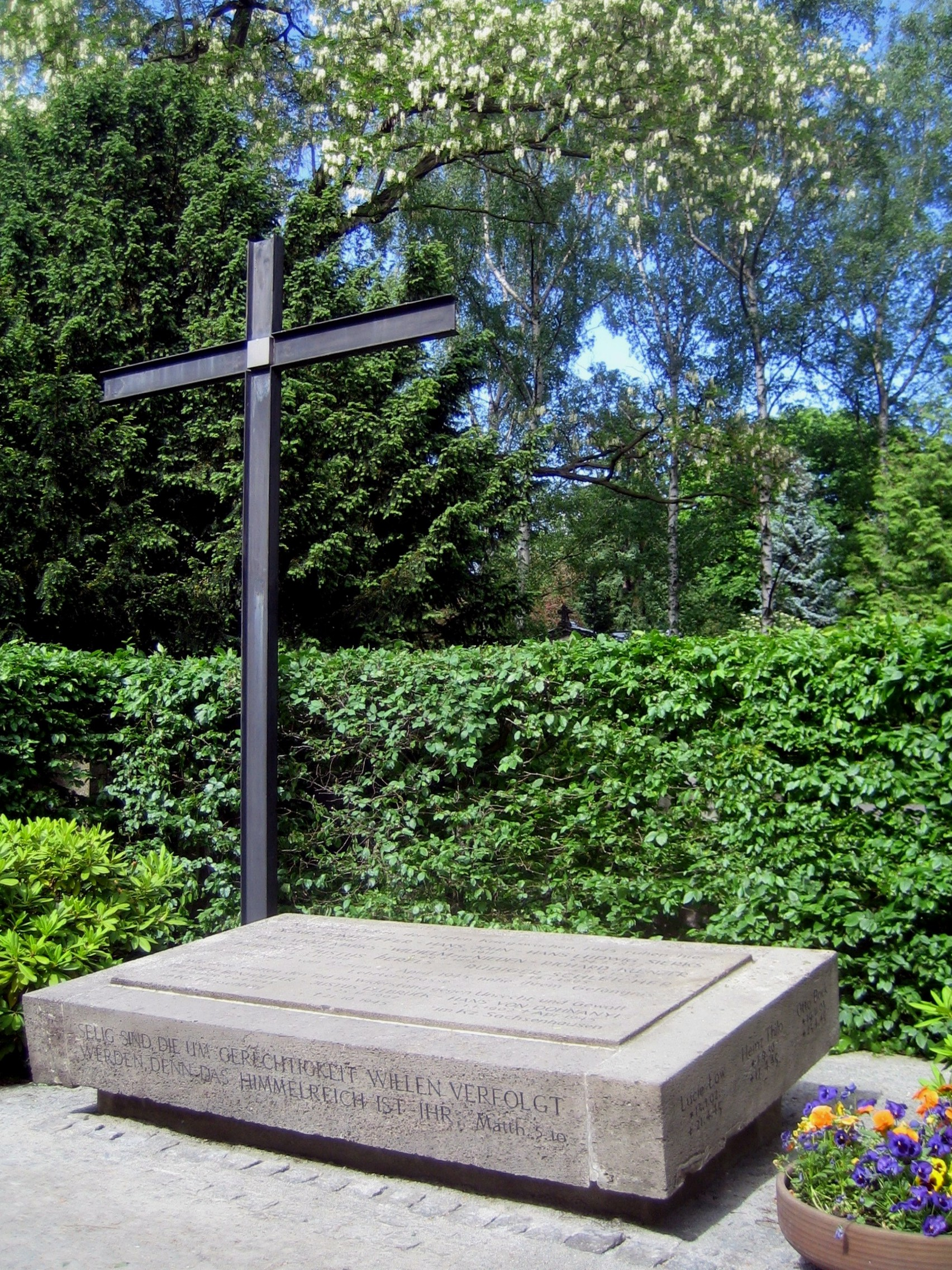
Memorial a los Bonhoeffer y Hans von Donnanyi.

Hans von Dohnanyi (Viena, 1 de enero de 1902 - Sachsenhausen, 9 de abril de 1945) fue un jurista alemán, quien salvó judíos y fue miembro de la resistencia alemana contra el régimen nazi.

## Trayectoria
Era hijo del compositor húngaro Ernő Dohnányi y la pianista Elisabeth Kunwald. Creció en Berlín, donde se estableció después de la separación de sus padres y asistió al Gymnasium junto con Dietrich Bonhoeffer y Klaus Bonhoeffer. Estudió Derecho en Berlín y en 1925 recibió el doctorado por su tesis.
Se casó con Christina Bonhoeffer, hermana de sus compañeros de liceo, con quien tuvo tres hijos: Klaus von Dohnanyi (que fue alcalde de Hamburgo de 1981 a 1988), Barbara von Dohnanyi y el director de orquesta Christoph von Dohnányi.
En Derecho concretó la demanda de Prusia contra el Deutsches Reich y las intrigas de Franz von Papen en 1932.
Como consejero de altos mandos conoció a Adolf Hitler, Joseph Goebbels, Heinrich Himmler y Hermann Göring a principios de 1930 y tuvo acceso a documentos de justicia secretos hasta el momento. 
Después de la noche de los cuchillos largos de 1934, comenzó a formar parte de la resistencia. En 1938 en vista de sus críticas al gobierno, fue trasladado a Leipzig.
Dohnanyi hizo posible en 1942 la fuga a Suiza de los abogados judíos Friedrich Arnold y Julius Fliess, junto a una docena de familiares, en la Operación U-7 y otras similares. Hacia fines de febrero de 1943 confabuló junto a Fabian von Schlabrendorff y Henning von Tresckow en el fallido intento de asesinar a Hitler en el avión Condor en Smolensk. 
Arrestado el 5 de abril de 1943 por cargos de haber violado leyes monetarias de cambio, fue enviado en 1944 al campo de concentración de Sachsenhausen, donde después del complot del 20 de julio su participación quedó en evidencia. 
Por orden de Ernst Kaltenbrunner fue a la corte marcial sin juicio, juzgado por Otto Thorbeck y condenado a la horca. 
Fue ejecutado el 9 de abril de 1945 en Sachsenhausen mientras sus compañeros Dietrich Bonhoeffer, el General Hans Oster, el Dr. Karl Sack, Ludwig Gehre y Wilhelm Canaris fueron ahorcados en Flossenbürg dos semanas antes de la liberación del campo.
El Estado de Israel lo reconoció como uno de los Justos entre las naciones y su nombre fue inscrito en las paredes del monumento del Holocausto en Yad Vashem, Jerusalén.